# Frédéric III de Sarrewerden
Frédéric de Saarwerden (né vers 1348 à Sarrewerden; † 9 avril 1414 à Bonn) est de 1370 à 1414 archevêque de Cologne sous le nom de Frédéric III. Par la faveur de son grand-oncle, l'archevêque de Trèves Cunon II de Falkenstein, il est élu archevêque à seulement 20 ans, situation que le pape n’entérine qu’après deux ans de réflexion en Avignon. Frédéric trouve l'archevêché ruiné par ses deux prédécesseurs du comté de la Marck, Adolphe et Engelbert ; de plus, il s'était engagé lui-même dans d'énormes dépenses pour assurer son élection à la curie. Pourtant, grâce à l'aide de son oncle Cunon, il parvient en quelques années à désendetter l'archevêché.
Frédéric de Sarrewerden était partisan de l'empereur Charles IV et reçut en retour de ce monarque de nombreux privilèges qui lui permirent de réaliser sa politique hégémonique dans la vallée du Rhin. Il attisa dès son avènement aussi bien les querelles internes à la noblesse rhénane que les revendications d'autonomie des villes de l'archevêché et s'appuya sur ces divisions pour affirmer son autorité, qui ne fut plus contestée jusqu'à sa mort ; cherchant à restaurer les prérogatives perdues par ses deux prédécesseurs à l'archevêché, il ne put toutefois tirer parti du conflit opposant les échevins de Cologne aux baillis sur l'autorité juridictionnelle. Enfin la guerre avec les princes voisins de Cologne  s'acheva en 1377 sur un compromis.
Frédéric constitua à proprement parler la principauté de Cologne en tant que fief temporel. Avant son accession au trône, Cunon de Falkenstein l'avait, en tant qu'administrateur diocésain, agrandie du comté d'Arenberg en 1368. En trois campagnes militaires contre les comtes Adolphe et Engelbert II de La Marck, Frédéric confirma cette annexion ainsi que celle de la terre de Linn dans la basse vallée du Rhin. On ne saurait exagérer son rôle de conquérant, même si ses campagnes militaires s'inscrivaient dans la politique impériale et religieuse de son temps.
Lorsque Frédéric de Sarrewerden mourut en 1414, il léguait à son neveu et successeur Thierry II de Moers un archevêché prospère et une principauté étendue.

## Biographie

### Enfance et jeunesse

Armes du comté de Sarrewerden

Frédéric était le fils du comte Jean II de Saarwerden (de) et de Claire de Fénétrange. Les comtes de Sarrewerden étaient des féodaux de la haute vallée de la Sarre. Comme on destinait son frère aîné Henri à prendre la tête du comté, Frédéric se trouva destiné dès l'âge de dix ans à une carrière ecclésiastique et son éducation fut pour cette raison confiée à son grand-oncle, l’archevêque de Trèves Cunon II de Falkenstein. Or ce dernier avait été élu en 1366 coadjuteur de l’archevêque Engelbert de la Marck par le chapitre de Cologne : aussi entreprit-il désormais de trouver un poste important pour son neveu à Cologne. Cunon procura d'abord plusieurs bénéfices à Frédéric : l'avouerie de Sainte-Marie aux Marches (de) ainsi qu’un canonicat. Frédéric était dispensé de tout service, car il étudiait encore le droit canon à l’Université de Bologne.

### Nomination au trône épiscopal de Cologne
L’archevêque Engelbert III s'éteignit le 25 août 1368. Cunon de Falkenstein assura l'intérim de l’archevêché, le chapitre l'ayant élu administrateur le 28 août pour la durée de vacance. Il s'efforça d'emblée de suggérer l'élection de son neveu comme nouvel archevêque et obtint en effet du chapitre sa nomination (« postulation ») parmi les candidats ; car le choix de l’archevêque revenait alors encore au seul pape ; or le pape d'Avignon Urbain V repoussa cette candidature le 7 novembre 1368 : Frédéric était en effet trop jeune, puisqu'il n'avait pas encore l’âge canonique de 30 ans ; il n'avait pas l'expérience des questions religieuses, et ses mœurs et son caractère étaient inconnus aux membres de la curie. À cela s'ajoutait que l'empereur Charles IV, en vue de l'élection de son fils Venceslas comme Roi des Romains, souhaitait s'assurer un candidat favorable et pressait pour cela le pape, lequel recherchait de son côté l'appui de l'empereur pour la reconquête des États pontificaux. C'est pourquoi le souverain pontife répondit à Cunon de Trèves qu'il nommait Jean de Luxembourg-Ligny, parent et protégé de l'empereur Charles, de Strasbourg à Trèves et Cologne, et qu'il nommait Frédéric de Sarrewerden évêque de Strasbourg.
Mais Cunon de Falkenstein refusa de voir son neveu éloigné en Alsace. Dans l'esprit du pape, cette rotation des prélats était censée apaiser les conflits entre prétendants ; pourtant Cunon dénonça cette décision, malgré les prières de la Curie et du chapitre de Cologne. Alors le pape décida de surseoir au choix du nouvel archevêque de Cologne, ne nommant ni Frédéric de Sarrewerden, ni un autre candidat. Rien n'indique la raison de cette vacance prolongée mais il est probable qu'en agissant de la sorte, le pape souhaitait confronter l'empereur à l'intransigeance de l'archevêque de Trèves. Pour la Curie, cette solution ne manquait pas d'habileté : car elle revenait à maintenir Jean de Luxembourg-Ligny, réputé pour son incompétence, à la tête d'un diocèse peu exposé politiquement (l’évêché de Strasbourg), tout en faisant de Cunon l'obligé du pape, qui lui confiait ce deuxième Électorat, et par la même occasion l'archevêché de Cologne demeurait aux mains d'un administrateur avisé. En outre, la Curie engrangeait pour elle-même, la durée de la vacance, la prébende compensatoire (correspondant à l'estimation des revenus de l'archevêché) de 20 000 florins d'or annuels. Aussi le pape Urbain V reconduisit-il Cunon de Falkenstein le 30 juillet 1369 comme vicaire apostolique et le 27 mars 1370 administrateur apostolique pour deux années supplémentaires, éventuellement renouvelables.
À l'été 1370, Cunon de Falkenstein adressa une seconde supplique du chapitre (cette fois unanime) au pape réclamant la nomination de Frédéric. Frédéric se rendit lui-même à la cour d'Avignon et s'acquit cette fois la faveur du pape, de sorte qu'il fut nommé le 13 novembre. Du fait qu'il est cité comme archevêque dans au moins sept décrétales de février 1371, le R.P. Sauerland (1839-1910) suppose qu'il a entre-temps reçu en Avignon les ordinations de diacre et de prêtre, ainsi que la consécration épiscopale. Il retourna ensuite en Rhénanie pour être intronisé. Le 20 juin 1371 Frédéric confirma tous les décrets de Cunon comme légaux sur quoi Cunon délia le 2 juillet 1371 tous les employés et serviteurs du diocèse de leurs serments et devoirs envers sa personne. Friedrich reçut les regalia profanes des mains de l'émissaire impérial le 13 novembre 1371 à Bautzen et fut couronné in persona en mai 1372 lors de la diète de Mayence, puisqu'il recevait par la même occasion la suzeraineté sur le duché de Westphalie. À son retour, il fit son entrée solennelle à Cologne le 21 juin 1372, non sans avoir préalablement (le 30 avril 1372) confirmé les privilèges urbains.
La véritable raison du revirement du pape sur la candidature de Frédéric de Sarrewerden est l'engagement financier que prit le  jeune postulant ; car l'archevêché de Cologne était alors de loin le diocèse le plus riche d'Allemagne : la Curie estimait ses revenus annuels à 30 000 florins d'or. Tout au long de l'intérim de Cunon, la Curie se réservait une part de 20 000 florins. Contrairement à l'usage, qui était de verser un tiers du revenu annuel du diocèse comme frais d'élection, c'est-à-dire de reverser 10 000 florins d'or, Frédéric s'engageait à verser en six annuités un montant total de 120 000 florins d'or aux électeurs d'Avignon ; or, l'archevêché avait été mis en coupe réglée en l'espace de quelques années par les deux prédécesseurs de Frédéric, Adolphe et Engelbert de la Marck, si bien que la Curie n'en pouvait plus rien espérer. Elle usa de son dernier levier contre les deux princes de la Marck, d'abord l'excommunication puis l'interdit.

### Politique financière
L’archevêché de Cologne était fortement endetté à l’entrée en fonctions de Frédéric de Sarrewerden : on rapporte qu'il aurait alors dû signer une reconnaissance de dettes de 474 000 florins ; si toutefois la somme elle-même n’est pas attestée, le rapport confirme cet ordre de grandeur. Les caisses étaient vides et d'importantes ressources avaient été soustraites à l’autorité de l’archevêché.
À la mort de Guillaume de Gennep, en 1362, la succession à la tête de l'archevêché de Cologne avait fait l'objet de multiples candidatures : non seulement celle (pour la seconde fois) de l'évêque de Liège Engelbert de la Marck, mais aussi celle de son neveu, l’Électeur de Münster Adolphe de la Marck, enfin celle du chanoine Jean de Virnebourg.
Adolphe, élu évêque en juin 1363, engagea de nouvelles dettes, avant de céder, le 15 avril 1364, l'archevêché à son oncle Engelbert afin de pouvoir devenir comte de Clèves. Ces mutations ne s'accompagnaient pas seulement de transferts de fonds considérables des coffres de l’archevêché vers Avignon, puisque le nouvel archevêque Engelbert confiait en prébende à son neveu tous les fiefs de l’Électorat de Cologne ainsi que les bailliages en amont de Neuss à son neveu (ceux de Kempen et d’Œdt) ainsi que le bailliage et l'octroi du Rheinberg. Ce dernier était le plus rentable des quatre octrois rhénans de l'archevêque et représentait à lui seul 10 000 florins de rente nette, soit près de 60 % des revenus annuels de l'archevêché. Engelbert fit en outre nommer son neveu homonyme, sénéchal de Westphalie, et lui donna en prébende l'octroi de Waldenburg-Schnellenberg, suscitant par là l'émergence d'un nouveau rival pour l'hégémonie en Westphalie.
Pour mettre un frein aux dilapidations d'Adolphe de la Marck, le chapitre imposa à l'archevêque Engelbert un coadjuteur, Cunon de Falkenstein, Engelbert obtenant pour sa retraite les péages et châteaux forts de Brühl et de Lechenich avec leurs rentes (env. 2 000 florins d'or annuels). Cunon prit en charge les dettes de l’Électorat, non sans prendre des hypothèques. Dans l'acte de nomination de la Noël 1366, le chapitre mettait en gage à Cunon le château et le péage d'Altenwied (de), Linz et son octroi rhénan, Rolandseck (de), d'Ahrweiler, Andernach, les château de Schönstein (de), de Nürburg, de château de Thurant et de Zeltingen.
C’est ainsi qu’à l'été 1372, Frédéric de Sarrewerden se retrouva à la tête d’un archevêché dont la moitié des ressources était partagée entre son grand-oncle et Adolphe de la Marck. Comme si cela ne suffisait pas, l'archevêque avait lui-même multiplié le nombre de ses créanciers, à commencer par la Curie : om était donc impossible qu'il règle lui-même l'état financier désastreux de la principauté ; aussi tourna-t-il d'abord tous ses efforts à la politique financière.
Les bénéficiaires des dilapidations de l'archevêché de Cologne pendant la décennie 1362–1372 étaient Adolphe de La Marck, Cunon de Falkenstein et le pape en Avignon. Les deux premiers détenaient en outre d'importants territoire et des bailliages lucratifs mais à des titres bien différents : tandis que le comte Adolphe jouissait de plein droit des bailliages jusqu'au versement complet de sa pension (Ewigkeitssatzung), les revenus de Cunon résultaient de l'hypothèque, étant donné l'interdiction du prêt à intérêts par l’Église. Ainsi, tandis que les terres et rentes d'Adolphe étaient une charge de long terme pour l’Électorat, les hypothèques faites auprès de Cunon devaient expirer un jour. La priorité était donc pour Frédéric de mettre un terme, d'une façon ou d'une autre, aux concessions accordées à Adolphe ; le remboursement de Cunon viendrait ensuite. Quant aux sommes promises à la Curie, les modalités de paiement les rendaient moins urgentes puisqu'elles n'engageaient pas le ressources de l’Électorat.

#### Restitution des octrois et péages du Rheinberg
Peu après sa prise de fonctions, l’archevêque Frédéric entra en négociation avec Adolphe de La Marck pour la restitution des péages et octrois de Rheinberg ; mais il se heurta au fait qu'Adolphe, malgré sa démission d’Électeur de Cologne (1366), devait s'imposer par la force pour devenir comte de Clèves et relever la dynastie des Flamenses (de), éteinte avec la mort du dernier comte Jean de Clèves en 1368. Adolphe avait dû recruter des mercenaires pour appuyer militairement ses prétentions, quoiqu'il eût versé à son principal concurrent, Dietrich von Horn, une indemnité de 37 000 écus d'or. Depuis 1371, il était engagé dans la guerre de Succession de Gueldre comme partisan de la prétendante Mathilde, qui lui avait vendu la ville Emmerich moyennant 38 000 écus. Il dut finalement renoncer à la dot de sa femme Marguerite de Berg (20 000 écus).
Au cours de l'été 1372, les négociations entraient dans leur dernière phase et le 3 octobre 1372, un accord fut signé. Adolphe de La Marck revendait les octrois et bailliages du Rheinberg au prix fort, bien conscient de l'importance politique, territoriale et financière de ces places pour l’archevêque Frédéric : le montant fut arrêté à 55 000 écus, plus une rente annuelle de 2 000 écus ; la restitution aurait lieu à Noël 1372 après paiement, et remboursement des dettes d'un montant de 26 000 écus. Le 16 mai 1373 Adolphe de La Marck confirmait le versement de toutes ces sommes, reconnaissant Frédéric seigneur unique du Rheinberg. Les bailliages de Kempen et d’Oedt étaient depuis le 21 mars 1369 administrés par Cunon de Falkenstein et donc ainsi restitués à l'archevêché.
La plus grosse partie des sommes demandées n'avaient pas été payées, le reprise des dettes d'Adolphe faisant l'objet de contestations – preuve de la situation financière tendue qui même s’aggravait. La couverture financière de l’archevêché entre 1373 et 1376 restait en effet très faible, et il est clair par l'état des comptes du 31 mai 1374 qu'il manquait au trésorier de l’archevêché encore 10 000 florins et 16 000 marcs, bien que le clergé de Cologne eût voté à l'archevêque un subsidium caritativum de plus de huit dîmes au début de l'année 1374. On dispose même d'une quittance de rachat des pontificaux de Frédéric datée de 1372 ; il avait donc dû mettre en gage ses atours d'archevêque. Frédéric ne s'était pas uniquement endetté envers son grand-oncle, mais aussi auprès de quelques Lombards et Juifs de Cologne. Au mois d'avril 1374, il emprunta même 5 000 florins à Lübeck, qu'il ne remboursa qu'en 1381. Du moins Frédéric parvint-il à obtenir de l'empereur, en raison de sa situation financière précaire, une augmentation des droits de douane des octrois de Neuss, Bonn et Linz am Rhein.

#### Remboursement de Cunon de Falkenstein
La riche principauté de Trèves était en quelque sorte une banque familiale à disposition de Frédéric, qui pouvait par solidarité lui prêter sans intérêt. Néanmoins la perte temporaire de quelques bailliages au sud de Godesberg pesait sur la liberté de manœuvre politique de Frédéric, ce qui explique pourquoi il rechercha d'autres sources d'emprunt, mais il lui fallait pour cela n'avoir plus que Cunon comme créancier. Or ce dernier, dès la fin de son mandat d'administrateur, endossé 73 607 florins de dettes. Frédéric emprunta à sa prise de fonctions le 1er juillet 1371 52 000 florins supplémentaires et reversait en échange à Cunon la moitié des rentes des octrois de Bonn. Frédéric dut emprunter 20 000 florins supplémentaires le 1er juillet 1374 (déduction faite, bien entendu, des contributions du clergé de Cologne!) et accorda en échange ) Cunon la totalité des rentes des octrois de Bonn, du Rheinberg et de Zons ; de sorte que tous les octrois de Cologne sur le Rhin étaient désormais aux mains du grand-oncle de Frédéric. Ces emprunts n'étaient toutefois plus contractés dans l'urgence, mais en vue d'un remboursement plus simple, à condition que Cunon parvienne à tirer annuellement 40 000 florins d'or des octrois du Rhin.
Mais ce qui permit à Frédéric de se désendetter entièrement de Cunon fut l'argent que lui versa l'empereur Charles IV pour assurer l'élection de son fils Venceslas comme Roi des Romains (1376). Bien qu'on ne dispose d'aucune trace du versement des 30 000 florins et 6 000 Groschen numéraires de Prague promis pour l'élection de Venceslas, les chroniques font état d'un versement de 40 à 50 000 florins. Cette somme semble coïncider avec la quittance signée le 28 juin 1376 par Cunon de Falkenstein, d'un montant de 49 034 florins. L'argent, remis à Rhens, a vraisemblablement certainement été immédiatement reversé à Cunon, libérant l’Électorat de Cologne de ses dettes envers Cunon. Frédéric pouvait désormais se consacrer au paiement des sommes promises à la Curie.

#### Remboursement de la Curie
Frédéric avait promis à la Curie la somme gigantesque de 120 000 florins pour son élection au trône de Cologne : pourtant il ne versa jamais que quelques centaines de florins à l'assemblée d'Avignon. Étant donné l'état de désolation des finances de son archevêché, il bénéficia d'abord de la compréhension de la Curie ; seulement au bout de trois années, l'assemblée perdit patience  et engagea une procédure de sanction : le 5 septembre 1375, Frédéric était excommunié pour s'être abstenu de siéger à cinq synodes. Le 24 octobre 1375, le pape Grégoire XI déliait les bourgeois de Cologne de leur serment envers Frédéric et enjoignait au conseil des échevins d'engager les poursuites contre lui.
Mais l'excommunication n'eut aucun écho dans l'archevêché. Le clergé avait approuvé le non-versement de l'argent à Avignon et même s'était catégoriquement élevé contre ce paiement lors du synode de 1370 : aussi Frédéric pouvait-il compter sur son appui ; mais il ne souhaitait pas pour autant rompre avec la Curie, et c'est pourquoi le 1er juin 1376 il fit miroiter au nonce la somme de 30 000 florins, promise à Frédéric par l'empereur à l'automne 1374. Finalement Grégoire XI proposa en février 1377 à Frédéric que moyennant un versement immédiat de 30 000 florins, les comptes seraient soldés et l'excommunication, levée.
Mais cette fois Frédéric ne paya plus rien, car avec le Grand schisme d'Occident, la situation tournait à son avantage : le 27 février 1379, aux côtés du roi Venceslas et des princes électeurs rhénans, il se déclara en faveur du pape de Rome Urbain VI, qui depuis septembre 1378 contestait la légitimité de l'antipape Clément VII en Avignon. Le pape Urbain VI délia d'emblée son partisan Frédéric de sa dette de 120 000 florins et des  11 000 florins de rente, et leva l'excommunication contre lui.
Avec l'aide de son grand-oncle Cunon, source intarissable de crédits (sans intérêts), Frédéric parvint en l'espace de cinq ans non seulement à désendetter son archevêché, mais même à l'agrandir de quelques fiefs tellement les octrois rhénans étaient rentables. Il put désormais se consacrer au renforcement des défenses de l’Électorat : il fit édifier les châteaux forts de Kempen, Liedberg, Hülchrath, Linn, Zons et Zülpich et fit fortifier la ville de Xanten. Simultanément, il achetait des œuvres d'art pour les églises de Cologne et pour sa propre collection. C'est ainsi qu'à sa mort il aurait légué 300 000 florins. Jean de Clèves résumait en 1449 son action : « Vivant au-delà de l'opulence et d'autant plus riche par ses rentes... » (superhabundans et in redditibus adeo locuplex existens).

### Politique territoriale
Frédéric de Sarrewerden se partagea désormais entre l'amélioration de ses terres et l’agrandissement du territoire de l’Électorat. En Rhénanie comme en Westphalie, les comtes Adolphe et Engelbert II de La Marck demeuraient ses principaux rivaux, ce qui n'excluait pas qu'ils s'allient avec des tiers. Frédéric profita dans les années 1370 des conflits dynastiques des ducs de Juliers autour du duché de Gueldre qui les mit en butte au duché de Brabant. Les relations des comtes de Juliers avec l'autre branche de leur famille, celles des comtes de Berg (élevés ducs en 1380), n'étaient pas bonnes, ce qui rendait peu probable une coalition contre l’Électorat de Cologne.

#### Organisation intérieure
La réorganisation intérieure, tant dans les services locaux que centraux, se poursuivit sous le règne de Frédéric de Sarrewerden, mais il faut ici distinguer l'administration (temporelle et spirituelle) de la politique :
- l'organisation du clergé était pratiquement achevée depuis 1320. Après la nomination d'un official (responsable des affaires religieuses) au XIIIe siècle, l'archevêché s'était doté d'un personnel de 40 employés, dont plus de 20 secrétaires, possédant leurs propres statuts et missions pour la gestion des affaires courantes[48]. Cette séparation entre les affaires spirituelles et temporelles de l'archevêché était encore renforcée par la nomination d'un vicaire général ;
- quant à administration civile, elle fut entièrement partagée entre un secrétaire (Amstmann) et un avoué (Amtskellner). Frédéric s'inspirait en cela d'une nouveauté introduite dès les années 1340 par son prédécesseur Valéran de Juliers, à savoir la territorialisation des bailliages, la création d'un trésorier général et la nomination d'un conseil politique de l'archevêché. C'est ainsi que la centralisation rendit possible la séparation entre administrations fiscale et militaire[49].

La centralisation du pouvoir s'accentua sous le règne de Frédéric. Comme la plupart des autres princes temporels, il pratiquait bien une forme de cour itinérante, mais prit soin d'établir une chancellerie et des archives à Poppelsdorf. Il limitait ses séjours au triangle formé par les villes de Brühl, Bonn et Godesberg, portant sa cour de 60–100 itinérants à 140 serviteurs dans ces châteaux. Trois secrétaires l'accompagnaient en permanence, deux autres résidaient à Poppelsdorf pour y dresser les actes de l'archevêque : la production de diplômes et pièces écrites s'accrut tellement qu'elle dépassa en volume la somme totale des écrits de tous ses prédécesseurs ; mais ce dédoublement de la chancellerie n'était pas soutenable, et les secrétaires itinérants furent affectés à Brühl, puis finalement à Bonn au XVIe siècle. D'autre part, la nature des actes évolua sensiblement : c'est ainsi que Frédéric reprit un registre des vassaux commencé sous son prédécesseur Adolphe, et ordonna un classement géographique, constamment tenu à jour : cela était devenu indispensable à cause de l'expansion territoriale. L'ordre du registre était pour cette raison encore chronologique : ce n'est qu'avec les successeurs de Frédéric que les fiefs seront répertoriés de façon méthodique.
Si donc les institutions politiques de l'archevêché se sont beaucoup développées, il faut le mettre au compte de Frédéric de Sarrewerden ; car les crises dynastiques, les guerres perdues ou les mécomptes financiers de leurs seigneur offraient régulièrement aux chambres élues (ou « états ») l'occasion de demander de nouvelles concessions. La noblesse, le clergé et les bourgeois contribuaient à la défense du territoire et épongeaient les dettes de leur seigneur moyennant la confirmation de leurs privilèges. C'est ainsi que tous les fiefs du nord-ouest de l'archevêché (en dehors de l’Électorat) avaient otenu des chartes depuis 1350 à l'initiative des états ; mais Frédéric de Sarrewerden était parvenu à mettre un terme à la crise d'endettement de son archévêché sans l'aide de ses administrés ; et comme son programme politique s'inscrivait dans la continuité des capitulations du chapitre concédées par Cunon de Falkenstein, il n'y eut aucun conflit avec les chambres de représentants, et Frédéric n'eut aucune nouvelle capitulation à concéder. Par-delà les ministériels et chanoines du chapitre, il pouvait donc compter sur la collaboration des deux assemblées pour asseoir son autorité. C'est pourquoi on ne sait rien des conflits entre l'archevêque Frédéric et le chapitre : les chanoines étaient davantage ses partenaires de gouvernement qu'une opposition. La situation se dégrada sous les règnes ruineux de ses successeurs, ce qui conduisit à la fusion des chambres électives de 1462, qui prit valeur de constitution de l’Électorat jusqu'à la chute de l’Ancien Régime en 1803.
Frédéric de Sarrewerden eut donc davantage les mains libres en politique que ses voisins, grâce à l'autonomie financière retrouvée.

#### Expansion territoriale
Dès son entrée en fonctions, Frédéric eut la possibilité d'exploiter des luttes de succession sur de petits fiefs au nord et au sud de son archevêché et procéder à des annexions de seigneuries autrefois indépendantes.
En 1372, Frédéric s'impliqua dans la succession du comté de Neuenahr (de), laissé vacant par les comtes de Saffenberg après l'extinction de l'ancienne lignée comtale en 1360. Jean de Saffenberg avait épousé Catherine de Neuenahr, la fille unique du comte décédé, mais se trouvait désormais confronté aux revendications des seigneurs d'Isembourg et de Rœsberg, parents éloignés de Catherine. Le comté de Neuenahr était vassal pour moitié de l'archevêque de Cologne et du duc de Juliers. Frédéric comme le duc Guillaume avaient reconnu Jean de Saffenberg comme le nouveau comte, mais ce dernier eut le dessous dans la faide et à l'été 1372, il avait perdu les châteaux de Neuenahr et de Merzenich, ainsi qu'un tiers de son comté. C'est à ce moment que l'archevêque Frédéric décida d'intervenir pour défendre Jean de Saffenberg. De mai à septembre 1372, il reconquit Neuenahr et Merzenich ; fit raser ce dernier château et annexa préventivement le fief de Rösberg à l'archevêché. Jean de Saffenberg dut racheter ses droits sur le comté de Neuenahr à prix d'or: non seulement l'archevêque conservait la place de Merzenich, mais il obligeait le nouveau comte à déclarer sa capitale ville ouverte et à lui céder le château fort de Neuenahr ; quant à l'autre suzerain, le duc de Juliers, il était depuis 1371 accaparé par la Guerre de Succession de Gueldre en tant que régent et laissa pour cette raison les mains libres à l'archevêque Frédéric. La seigneurie de Rœsberg ne fut rétablie qu'en 1393, mais comme vassale de l’Électorat de Cologne.
Guillaume de Juliers, après s'être imposé en Gueldre en 1377, exigea de l'archevêque Frédéric des compensations pour n'être pas intervenu dans l'affaire de Neuenahr : il était question, en particulier, de la suzeraineté sur Zülpich, qui n'avait pas été tranchée entre l'Électorat de Cologne et le duc de Juliers. Frédéric décida le 28 mai 1379 d'un compromis, en remettant pour quatre ans les villages de Merzenich et de Girbelsrath à Juliers ainsi qu'un indemnité de 6 000 écus d'or, moyennant quoi l'archevêché conservait Zülpich. Ce fief resta aux mains de l'Electorat, par confirmation lors des traités de paix de 1388 et de 1393, tandis que le bailliage était doté d'un château fort. Quoiqu'au terme d'un accord conclu le 3 juillet 1397, Frédéric eût dû partager Zülpich avec le duc de Juliers-Gueldre, le bailli de Frédéric en écarta le représentant de Juliers après la mort prématurée de Guillaume VII de Juliers en 1402, mais l'archevêque ne parvint pas à obtenir juridiction sur les villages environnants. Finalement en 1409 les deux parties convinrent que Merzenich et Girbelsrath revenaient au duché de Juliers, Zülpich et quatre autres villages à Cologne, l'archevêque versant pour cela 7 000 florins : les choses en restèrent là désormais.
Frédéric de Sarrewerden obtint aussi quelques gains territoriaux au nord de son archevêché, comme la terre de Helpenstein (comprenant les villages de Helpenstein, Grimlinghausen et Hoisten-bei-Neuss) ; mais en 1371, cette terre lui était contestée par Gumprecht von Alpen, qui tenait en hypothèque des barons de Blankenheim la moitié de ce fief. Gumprecht occupa militairement toute la seigneurie, dont il entendait acquérir la totalité, d'une part en gardant prisonnier Jean de Lennep (héritier par sa femme de l'autre moitié du fief), et d'autre part en reconstruisant le donjon de Helpenstein. Frédéric lança une faide à l'automne 1373, reprit le fief et fit raser le donjon. Par traité, Gumprecht von Alpen concéda en 1378 tous ses droits à l'archevêque, lequel affranchit les bourgeois de Blankenheim tout en conservant le reste du fief, qu'il octroya en 1387 à Jean de Lennep à condition qu'il se reconnaisse vassal de l’Électorat. Ainsi l'archevêque Frédéric mettait un point final aux revendications (élevées précédemment en 1369) des comtes de la Marck sur Helpenstein.

#### Répression contre la ville de Neuss
Les villes de l’archevêché s’étaient constituées en une ligue en 1362-63 pour refuser de prêter serment lors des élections de l’archevêque de Cologne. Frédéric de Sarrewerden voulait éteindre les derniers feux de cette ligue des villes en faisant un exemple : son choix se porta sur la ville de Neuss, où les velléités d’autonomie étaient les plus manifestes ; dans les villes de Brühl ou de Bonn avec son Godesburg, l’opposition était moins forte, non seulement parce que l’archevêque s’y rendait fréquemment mais surtout parce qu’il s’y faisait construire un palais (château fort de Brühl). Quant aux villes plus méridionales de Linz et d’Andernach, elles étaient encore au début des années 1370 sous l’administration de Cunon de Falkenstein. Neuss était la seconde ville de l’Électorat et elle ne dépendait que du prince-archevêque.
L’archevêque prépara minutieusement son action contre la bourgeoisie de Neuss, et la dirigea sans retard. Tirant prétexte d'une divagation vers est du cours du Rhin, il supprima tout d'abord l'octroi de Neuss et le transféra à Zons en août 1372, retirant aux bourgeois une part importante de leurs rentes car la ville était un important carrefour commercial. Aujourd'hui le Rhin passe à env. 5 km à l'est du centre-ville. Neuss conservait un accès au Rhin par l'Erft et donc les mariniers devaient remonter en amont de Neuss pour contourner l'octroi. Aussi les bourgeois de Neuss leur firent-ils obligation de décharger leurs marchandises dans leur ville pour pouvoir y commercer ; mais cette prérogative n'appartenait normalement qu'à la ville de Cologne.
L’archevêque transféra d'un trait de plume l'octroi à Zons, afin de ne plus rendre la navigation plus directe sur le Rhin, et donna  le 20 décembre 1373 à Zons le statut de ville. Pour défendre le nouveau péage, il fit édifier le château de Friedestrom (de). Puis au mois de mai 1373, Frédéric promulgua un édit dénonçant l'insubordination de Neuss et les obstacles aux chalands du Rhin : il en chiffra les préjudices à 100 000 florins. Il convoqua un tribunal arbitral essentiellement composé de chanoines et présidé par Cunon de Falkenstein ; mais aucun ne accord ne put être trouvé avec les bourgeois de Neuss avant 1377 : il fut alors admis que l’archevêque de Cologne obtenait juridiction et que la ville de Neuss rachèterait l'octroi de Zons. L'opposition à l'archevêque cessa, les familles patriciennes souhaitant désormais s'appuyer sur l’archevêque contre une population de plus en plus indocile.

#### Guerre des baillis et paix avec la ville de Cologne
Une lutte de pouvoir, la « guerre des baillis », secoua la ville de Cologne de 1374 à 1377. L'archevêque Frédéric de Sarrewerden avait suscité cette agitation qui devait décider de la portée des prérogatives des baillis de Cologne, juges constitués et unique frein à l'autorité absolue du prince-électeur, car l'archevêque devait les choisir exclusivement parmi le patriciat de Cologne. L'archevêque dénonça une décision des baillis qui lui déniait toute autorité en ville, que ce soit sur les cérémonies, la juridiction de dernier ressort, les droits d'octroi ou l’émission de monnaie ; mais l'empereur confirma ses privilèges, frappa en conséquence la ville de Cologne d'une mise au ban de l'Empire et révoqua les chartes afin de s'assurer la voix de Frédéric pour l'élection de son fils Venceslas au trône de Roi des Romains. Les bourgeois en appelèrent à la Curie d'Avignon, demandant l'excommunication de Frédéric et l'exemption de leur serment de fidélité. Une lutte armée s'ensuivit alentour, surtout à Deutz. Finalement les deux parties convinrent que la poursuite des combats serait un désastre économique. L'archevêque, constatant qu'il n'avait plus d'autorité effective sur la commune (le clergé local s'était rallié aux bourgeois pendant les événements) confirma dans un écrit de pardon, le retour au statu quo.
Une tentative de reconstitution d'une exclave de Deutz sur le territoire du duché de Berg, en rive droite du Rhin, fut tenue en échec le 29 mars 1393 lorsque les milices bourgeoises de Cologne s'emparèrent du couvent de Deutz. Mais ces déprédations permettaient au duc de Berg, en tant que prévôt, d'intervenir dans les affaires intérieures de l'Electorat. Les milices rasèrent les fortifications entourant l'abbaye, à l'origine du conflit de 1377, et n'évacuèrent leurs positions qu'en 1396 D'un autre côté, les bourgeois de Cologne cooperèrent totalement avec leur archevêque lorsqu'il fut question d'interdire l'établissement de nouveaux octrois sur le Rhin comme celui des comtes de Berg à Düsseldorf en 1380. Ils s'entendirent pour conclure en 1386 un cartel avec les autres principautés rhénanes et le duc de Juliers pour stabiliser le cours du florin rhénan.
Ainsi, à partir de 1377, les relations entre l’archevêque et sa capitale furent empreintes de pragmatisme, et l'historien Wilhelm Janssen a pu écrire à ce sujet : « Parce que c'était de ses prérogatives ou du moins de la reconnaissance de son autorité que dépendaient ses relations avec la ville de Cologne, il concéda sans discuter une évolution majeure de la charte urbaine en 1396, à savoir le renoncement aux droits dynastiques. Moyennant une compensation de 8 000 florins, il agréa sans objection le nouvel ordre bourgeois. »

#### Confrontation avec les comtes Adolphe et Engelbert de la Marck
Le principal adversaire de l’archevêque Frédéric de Sarrewerden était le comte Engelbert III de la Marck, devenu chef de famille depuis la mort de l'archevêque Engelbert de Cologne en 1368. C'est grâce à l'appui d'Engelbert que son frère Adolpahe avait pu devenir comte de Clèves la même année, Engelbert s'assurant, pour prix de son accord, l'autorité sur les territoires de la rive droite du Rhin (Wesel et Duisburg). Un troisième frère, Dietrich de la Marck, fut pourvu de la ville de Dinslaken. Pour s'enrichir du commerce rhénan, Engelbert s'empara d'un octroi du comte Friedrich de Moers que Frédéric de Sarrewerden avait en vain tenté de récupérer en 1373.
Mais la raison essentielle de la confrontation entre l’archevêque Frédéric et le comte Engelbert était la souveraineté sur la Westphalie. Car lorsque Cunon de Falkenstein était administrateur diocésain, il pouvait réclamer le comté d'Arenberg au comte Godefroi IV, sans descendance ; ce à quoi son plus proche parent, Engelbert de La Marck, entendait bien s'opposer. Frédéric se fit confirmer en 1371 la possession du comté par Charles IV. Il faisait simultanément valoir activement ses droits de duc de Westphalie : c'est ainsi qu'en 1372 il prêta le premier serment, comme les évêques de Münster, de Paderborn et d’Osnabrück et le comte Engelbert, sur les capitulations accordées par l'empereur. Frédéric réclamait en outre, en tant que duc de Westphalie le droit de faire circuler ses troupes et, en tant qu'archevêque, la juridiction spirituelle sur le comté de la Marck, ce qu'Engelbert refusait de reconnaître. Ces différends s'aiguisèrent, mais la nomination de Cunon de Falkenstein puis Frédéric de Sarrewerden en 1366-68 ôta à Engelbert ses péages de Westphalie.

### Politique impériale
Frédéric, en quête de nouvelles possessions, était le représentant de Charles IV, du moins pour la vallée du Rhin inférieur et en Westphalie, terres royales à peine touchées par la politique impériale. L'empereur, voyant dans Frédéric un électeur partisan de son fils, lui octroya jusqu'en 1376 de nombreux privilèges, quoique de caractère formel et d'importance stratégique mineure. Par ses protecteurs Charles IV et Venceslas, Frédéric se concilia le roi de France, dont Frédéric devint vassal le 11 juillet 1378 avec une pension de 3 000 francs-or annuels.
La plus éminente charge impériale, dans l'ouest du Saint Empire, était celle de vicaire impérial. Or Venceslas, frère de l'empereur Charles, duc de Luxembourg et de Brabant, avait été vaincu en 1371 par les ducs Guillaume de Juliers et Édouard de Gueldre à la bataille de Baesweiler : il ne pouvait donc plus exercer cette charge, ce qui poussa l'empereur à la confier le 30 mai 1372 à Frédéric de Sarrewerden comme prince le plus puissant de l'Escaut au Weser. Frédéric s'appuya par la suite sur ce titre et les prérogatives qui y étaient attachées. Au cours de l'élection de Venceslas comme Roi des Romains, en juillet 1376, Frédéric vit son vicariat prolongé de dix années, quoique l'activité de Frédéric en tant que vicaire ne soit manifeste que jusqu'en 1378.
Consécrateur impérial, Frédéric couronna le 6 juillet 1376 Venceslas de Bohême à Aix-la-Chapelle (pour la première fois du vivant de l'empereur en exercice, depuis le couronnement d’Henri, fils de l'empereur Frédéric II, le 8 mai 1222). À la mort de Charles IV, Frédéric, confirmé par le roi Venceslas, fut de nouveau chargé de remettre, le 14 septembre 1379, les regalia « ... des deux rives du Rhin, des duchés d'Engern, de Westphalie et de Lorraine comme apanage du roi et de l'empire » ; mais avec la décomposition de l'autorité impériale sous le règne de Venceslas, Frédéric de Sarrewerden s'efforça à partir de 1400 de s'affranchir de sa vassalité. En matière de politique impériale, Frédéric sut s'entendre avec les autres princes rhénans : il élut le 20 août 1400 Robert III du Palatinat antiroi, et le couronna Roi des Romains en la cathédrale de Cologne ; Aix-la-Chapelle, en revanche, continua de soutenir la Maison de Luxembourg et avait interdit son passage. À la mort de Robert en 1410, Frédéric élut Sigismond roi, comme tous les autres électeurs.

### Politique religieuse
Frédéric accordait beaucoup moins d'importance à la politique religieuse qu'à la politique territoriale : « Son œuvre religieuse s'est effacée devant son activité politique. » Et s'il s'efforça de maintenir la juridiction de son diocèse sur des territoires voisins, c'était bien davantage pour des raisons hégémoniques que spirituelles.
Il faut pourtant faire état d'un certain nombre de ses décisions religieuses : il convoqua dès 1372 un synode diocésain, simplifia en 1374 la hiérarchie du clergé par l’institution d'un vicaire général, inspecta en 1399 les congrégations et prélats de l'archevêché et édicta de nouveaux statuts. Il conserva son indépendance au cours du grand schisme, n'autorisant la publication des décrets du pape qu'après examen par sa chancellerie, ce qui rendait impossible toute communication directe du pape avec son clergé ou les fidèles de son diocèse.
S'étant rallié, comme le roi Venceslas et les autres princes rhénans (ligue dite « urbaine ») au pape de Rome, le nouveau pape Urbain VI l'éleva en mai 1380 au rang de légat à vie puis même de cardinal en 1384-85, tout en étant délié des obligations attachées à cette dignité. Il ne voulait toutefois pas prendre parti trop ouvertement compte tenu de ses bonnes relations avec la couronne de France, et s'efforça de mettre un terme au schisme : c'est dans cet esprit qu'il siégea au concile de Pise en 1409.

### Politique dynastique
Le 10 septembre 1376, Frédéric de Sarrewerden et Frédéric III de Moers conclurent un contrat de mariage liant la sœur de l'archevêque, Walburge, au comte de Moers ; mais au lieu d'une dot, l'archevêque remboursa les dettes du comte de Moers 4 000 florins envers les villes de Rees et de Rheinberg., et bénéficia en retour des prérogatives de co-prince du comté pendant trois années ; car le 14 août 1379, Frédéric II de Moers achevait de rembourser les 4 000 florins. Frédéric conserva pourtant par le mariage de sa sœur l'appui de ce prince éminent, dont le fief s'interposait entre deux terres de l'Electorat de Cologne : Rheinberg et Neuss. Il étendit par la même occasion son influence politique au nord de son archevêché. Lorsqu'en 1397 le comte Henri III, frère de Frédéric, mourut sans laisser d'enfant, l'archevêque se trouva héritier, mais abandonna le comté de Sarrewerden à son filleul et neveu, Frédéric IV de Moers.
La tentative de Frédéric de rapprocher les archevêchés rhénans par des accointances familiales est encore caractéristique de sa  politique dynastique. En 1388 Cunon de Falkenstein avait succédé, à l'âge (avancé pour l'époque) de 68 ans, à Werner de Falkenstein au trône de l'archevêché de Trèves dont il n'était jusqu'alors que le coadjuteur. Au début, Werner apporta son appui à Frédéric dans sa faide contre les comtes Adolphe et Engelbert de La Marck (1391–1392). Les deux évêques s'efforcèrent d'aider Frédéric à faire élire l'un de ses parents (peut-être son neveu), Godefroi de Linange, archevêque de Mayence en 1396, versant pour cela aux membres du chapitre cathédral la somme énorme de 110 000 florins ; mais le pape Boniface IX préféra nommer archevêque Adolphe Ier de Nassau, qui s'imposa à son tour à Godefroi en 1397. Il est cité en 1409 comme légat de Frédéric au concile de Pise. Les relations entre Werner et Frédéric s'envenimèrent après 1400 après que Werner eut tenté d'annexer l’abbaye de Prüm à l'archevêché de Trèves ; Werner était d'ailleurs bien moins habile que son prédécesseur et fut finalement déclaré faible d'esprit. La recommandation de Godefroi de Linange pour le poste de coadjuteur de Werner fut un échec, de sorte que les trois plus grands archevêques rhénans ne parvinrent pas à créer une union dynastique.
Frédéric fit de son neveu Thierry de Moers, fils de Frédéric de Moers et de Walburge de Sarrewerden, son propre successeur. En 1409 Frédéric l'envoya comme légat au Concile de Pise. Frédéric sentant sa fin approcher, il lui fit remettre les coffres et la direction de l'archevêché, pour faire obstacle à l'élection du candidat de Paderborn, Guillaume, fils benjamin du duc Guillaume de Berg, au trône de Cologne.
Frédéric obtint le 13 novembre 1409 du pape Alexandre V (considéré par le Saint-Siège actuel comme un antipape) de dispenser son propre fils Heinrich, qu'il avait eu d'une bénédictine, de l'opprobre de bâtard afin que celui-ci puisse recevoir les sacrements de l’Église et jouir de bénéfices, canonicats et autres dignités.

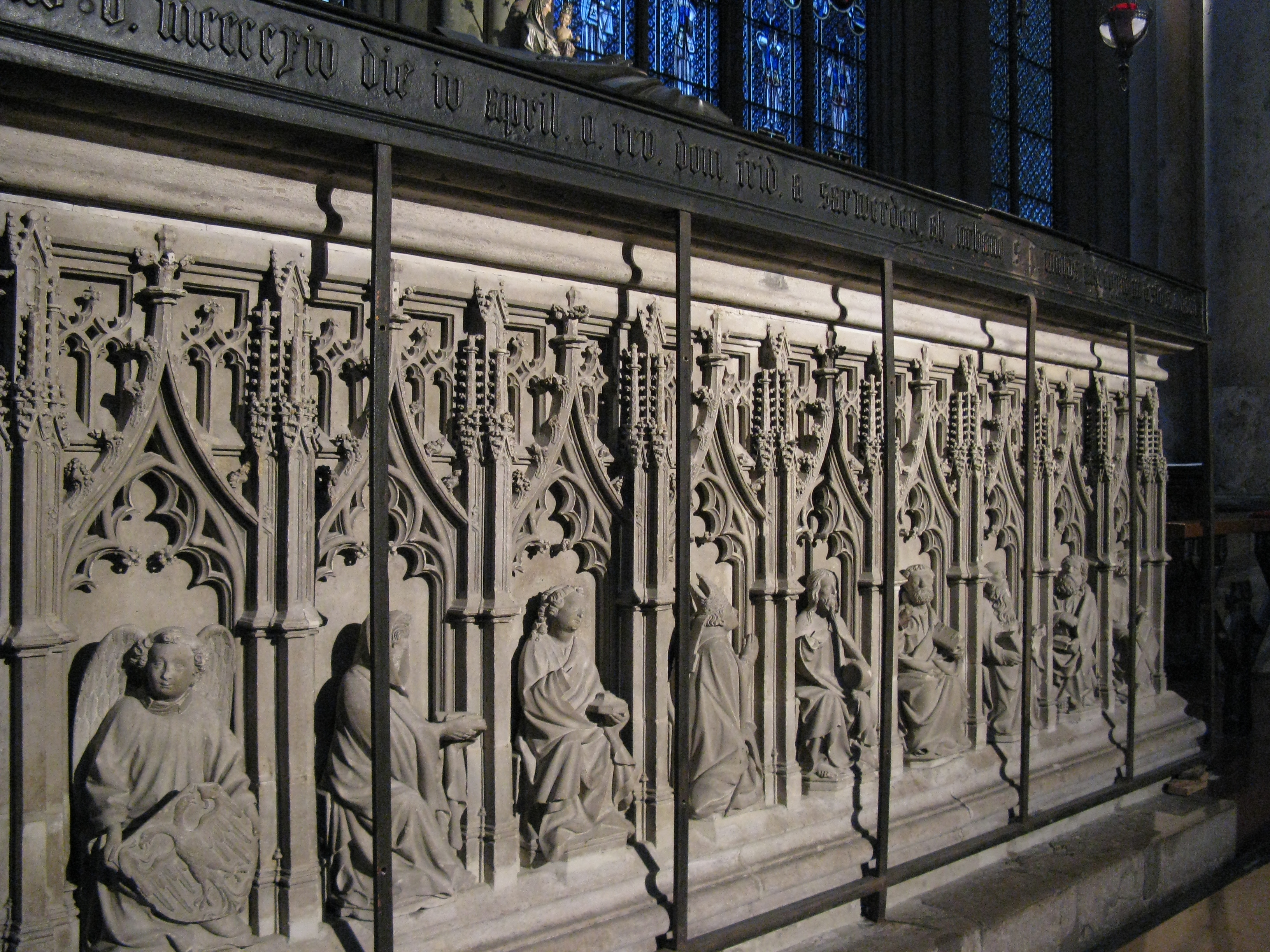
Tombeau dans la cathédrale de Cologne.

### Mort
Frédéric de Sarrewerden est mort le 9 avril 1414 à Bonn au terme de quarante ans de règne. son corps fut gardé trois jours à Bonn, puis inhumé dans la chapelle Sainte-Marie de la cathédrale de Cologne. Un éloge conservé dans les registres de la ville de Cologne, composé par Levold von Northoff, le biographe des comtes de la Marck, dit de lui qu'il était un vir magnæ constantiæ, qui a administré son diocèse in goidem regiment.

### Sources primaires
- Cronica van der hilligen stat van Coellen 1499 In: H. Cardanus (éd.): Die Chroniken der deutschen Städte vom 14. bis ins 16. Jahrhundert. 36 vols. (Leipzig, 1862–1931), ici vol. 13, (1876), p. 253–638 et vol. 14, (1877), p. 641–918.
- Cronica presulum et archiepiscoporum colonienses ecclesie. Édition de Gottfried Eckertz. In: Fontes adhuc inediti Rerum Rhenanarum. Cologne (1864), pp. 1–64.
- Hermann Flebbe (trad.), Levold von Northof: Die Chronik der Grafen von der Mark. Cologne (1955).
- Kleve Mark Urkunden, Regesten des Bestandes Kleve-Mark Urkunden im Nordrhein-Westfälischen Hauptstaatsarchiv. 3 vol. Edition de Wolf-Rüdiger Schleidgen (vol. I: 1223–1368 et vol. II: 1368–1394) et Heike Preuss (vol. III: 1394–1416). Siegburg 1983, 1986 et 2003, cité par l'abréviation KMU.
- Theodor Joseph Lacomblet, Urkundenbuch für die Geschichte des Niederrheins oder des Erzstifts Cöln, der Fürstenthümer Jülich und Berg, Geldern, Meurs, Cleve und Mark, und der Reichsstifte Elten, Essen und Werden. 4 vol. Düsseldorf 1840–1858 (2e réimpr. de l'éd. de Düsseldorf de 1858) citée par l'abréviation Lac, ici vol. 3 (orig. 1853): 1301–1400 et vol. 4 (orig. 1858): 1401–1609.
- Regesten der Erzbischöfe von Köln im Mittelalter. 12 vol. Bonn etc. 1901–2001 (= Publikationen der Gesellschaft für Rheinische Geschichtskunde Bd. 21), citée par l'abréviation REK.
- Heinrich Volbert Sauerland (éd.): Urkunden und Regesten zur Geschichte der Rheinlande aus dem Vatikanischen Archiv. 7 vol. Bonn 1902–1913 (vol. VI et VII éd. par H. Timme)